# Xã Mona, Quận Ford, Illinois
Xã Mona (tiếng Anh: Mona Township) là một xã thuộc quận Ford, tiểu bang Illinois, Hoa Kỳ. Năm 2010, dân số của xã này là 334 người.